# Brendan Simms

Brendan Simms (2020)

Brendan Peter Simms (* 3. September 1967 in Dublin) ist ein irischer Historiker.

## Leben
Er ist Professor für die Geschichte der internationalen Beziehungen am Centre of International Studies der Universität Cambridge. Dort behandelt er die Geschichte der europäischen Außenpolitik. Neben der Geschichte Europas, insbesondere der Deutschlands im europäischen Kontext, befasst sich Simms in seiner Forschung mit angloamerikanischer Geschichte.
Brendan Simms ist Präsident der Henry Jackson Society sowie Vorsitzender und Mitbegründer des Project for Democratic Union.

## Werk
In seinem 2001 erschienenen Buch Unfinest Hour. Britain and the Destruction of Bosnia kritisiert er die britische Politik im Bosnienkrieg, der er eine Parteinahme zugunsten der serbischen Aggressoren vorwirft.
Simms vertrat 2014 in einem Aufsatz die These, Hitlers Antisemitismus wurzele in seiner Feindschaft gegen Großbritannien und die Vereinigten Staaten, also eher in seinem Antikapitalismus als in Antikommunismus. Diese Annahme wurde von Thomas Weber und Sven Felix Kellerhoff reserviert aufgenommen. In seiner Monographie Hitler. Eine globale Biographie hat Simms diese These weiter ausgeführt. Der Neuzeithistoriker Ulrich Herbert schrieb in einer Rezension in der Frankfurter Allgemeinen Zeitung, etliche von Simms’ Aussagen, etwa zur Ursache des Holocaust, seien „in ihrer Einseitigkeit schwer erträglich“. Herberts Fazit lautet: „Am Ende wird man aber wohl konstatieren müssen, dass Simms die durchaus diskutable These der starken Ausrichtung Hitlers auf den Westen derart überzieht, dass diese nicht nur ihre argumentative Kraft verliert, sondern auch der Autor seine wissenschaftliche Glaubwürdigkeit.“ Der amerikanische Historiker Benjamin Carter Hett urteilt in der American Historical Review positiver: Auch wenn das Buch wohl bei älteren Historikern zu einem gewissen Zähneknirschen führen werde, sei es „deutlich origineller und anregender als das meiste, was in jüngster Zeit über den Führer geschrieben wurde“. Das Buch basiere auf gründlichem Quellenstudium und sei „ein wertvoller Beitrag zur Erforschung des Dritten Reiches“.

## Schriften
- Anglo-Prussian relations, 1804–1806: the Napoleonic threat. University of Cambridge, 1992.
- The Struggle for Mastery in Germany, 1779–1850. Palgrave MacMillan, 1998, ISBN 978-0-312-21310-7.
- Unfinest Hour: Britain and the Destruction of Bosnia. Penguin, 2001, ISBN 978-0-14-193767-0.
- Three Victories and a Defeat: The Rise and Fall of the First British Empire, 1714–1783. Penguin, 2008, ISBN 978-0-14-028984-8.
- Europe: The Struggle for Supremacy, 1453 to the Present. Allen Lane, 2013, ISBN 978-0-14-103717-2.
  - Übersetzung: Kampf um Vorherrschaft: Eine deutsche Geschichte Europas 1453 bis heute. Aus dem Englischen von Klaus-Dieter Schmidt. Deutsche Verlags-Anstalt, München 2014, ISBN 978-3-421-04397-9.[12][13]
- Humanitarian Intervention: A History. Cambridge University Press, 2013, ISBN 978-1-107-67332-8
- The Longest Afternoon: The 400 Men Who Decided the Battle of Waterloo. Penguin, 2014, ISBN 978-0-241-00460-9.
  - Übersetzung: Der längste Nachmittag: 400 Deutsche, Napoleon und die Entscheidung von Waterloo. Aus dem Englischen von Wiebke Meier. Beck, München 2014, ISBN 978-3-406-67003-9.[14]
- Against a ‘world of enemies’: the impact of the First World War on the development of Hitler’s ideology, in: International Affairs, März 2014, S. 317–336 doi:10.1111/1468-2346.12111
- mit Charlie Laderman: Wir hätten gewarnt sein können. Donald Trumps Sicht auf die Welt, DVA, München 2017, ISBN 978-3-421-04798-4.
- Britain’s Europe: A Thousand Years of Conflict and Cooperation. Penguin, 2017, ISBN 978-0-14-198390-5.
  - Die Briten und Europa. Tausend Jahre Konflikt und Kooperation. Übersetzung Klaus-Dieter Schmidt. DVA, 2019, ISBN 978-3-421-04842-4.
- Hitler: Only the World Was Enough. Allen Lane, 2019, ISBN 978-1-84614-247-5.
  - Hitler: Eine globale Biographie. Übersetzung Klaus-Dieter Schmidt. Deutsche Verlags-Anstalt, München 2020, ISBN 978-3-421-04664-2.
- mit Patrick Milton, Michael Axworthy: Towards a Westphalia for the Middle East. Oxford University Press, New York 2019, ISBN 978-0-19-094789-7.
- mit Charlie Laderman: Hitler’s American Gamble: Pearl Harbor and Germany’s March to Global War. Basic, New York 2021, ISBN 978-1-5416-1909-8. Auf Deutsch als:
  - Fünf Tage im Dezember: Von Pearl Harbor bis zur Kriegserklärung Hitlers an die USA – wie sich 1941 das Schicksal der Welt entschied. Deutsche Verlags-Anstalt, Stuttgart 2021, ISBN 978-3-421-04873-8. (Rezension Ulrich Schlie in der NZZ, 7. Dezember 2021)[15]
- Die Rückkehr des Großraums? Duncker & Humblot, Berlin 2023, ISBN 978-3-428-19022-5 (Carl-Schmitt-Vorlesungen, Band 6).
- mit D. J. B. Trim (Hrsg.): Harfleur to Hamburg: Five Centuries of English and British Violence in Europe. C. Hurst, London 2024, ISBN 978-1-911723-17-2.